# 捷豹路虎

2023年前logo

捷豹路虎（英語：Jaguar Land Rover Automotive PLC）简称JLR是一家總部位於英國考文垂懷特利（Whitley）的跨國汽車公司，為印度塔塔汽車的全資子公司。該公司負責設計、開發和生產路虎與捷豹汽車。這兩個品牌都有相當長的歷史，可以追溯到20世紀40年代，1968年首次同属一家公司，即英國利蘭。後來分別被BMW和福特收購，2000年BMW將路虎賣與福特，後者又在2008年將它們賣給塔塔汽車。

## 產品

### 電動化
2017年9月捷豹路虎宣佈2020年之後生產的全部捷豹、路虎車型都將增加純電動或混合動力模式，最先進行改進的車款是路虎揽胜运动版P400e的2018年版。

### 現有捷豹車款
- 捷豹XE：紧凑行政车
- 捷豹XF：行政車、旅行车
- 捷豹XJ：豪華汽車
- 捷豹F-Type：跑車
- 捷豹E-Pace：紧凑型SUV
- 捷豹F-Pace：中型SUV
- 捷豹I-Pace：電動SUV

- Jaguar XE
- Jaguar XF
- Jaguar XJ
- Jaguar F-Type
- Jaguar E-Pace
- Jaguar F-Pace
- Jaguar I-Pace

### 現有路虎車款
- 路虎发现神行：緊湊型SUV
- 路虎发现：中型SUV
- 路虎揽胜极光：緊湊型SUV
- 路虎揽胜星脉：緊湊型SUV
- 路虎揽胜运动版：中型SUV
- 路虎攬勝：大型SUV

- Land Rover Discovery Sport
- Land Rover Discovery
- Range Rover Evoque
- Range Rover Velar
- Range Rover Sport
- Range Rover

## 外部連結
- 官方网站